# Schneeferner
Der Schneeferner ist ein Gletscher in den Bayerischen Alpen. Er befindet sich auf dem Zugspitzplatt, einer von West nach Ost abfallenden Hochfläche südlich des Zugspitzgipfels, die den Talschluss des Reintals bildet. Die Schmelzwasser des Gletschers versickern in der verkarsteten Hochfläche und treten im Reintal wieder an die Oberfläche, wo sie die Partnach speisen. Der Schneeferner ist einer der nördlichsten Gletscher der Alpen.

## Geschichte
Gegen Ende der Kleinen Eiszeit im 19. Jahrhundert bedeckte ein großer Gletscher, der Plattachferner oder Plattacher Ferner genannt wurde, fast das gesamte Zugspitzplatt zwischen dem Jubiläumsgrat und den Plattspitzen. Er hatte damals eine Ausdehnung von etwa 300 ha und hinterließ bei seinem Rückzug große, bis heute sichtbare Moränen.

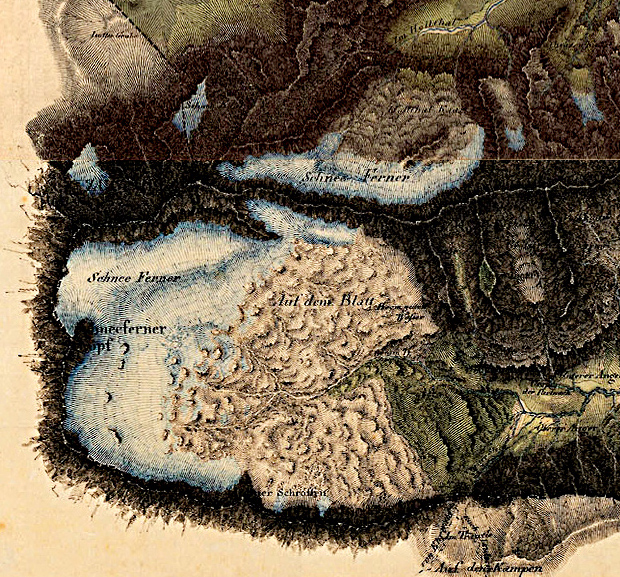
Historische Karte mit „Terrainzeichnung“ von 1826

Von etwa 1860 bis in die 1950er-Jahre hinein verlor er jährlich ungefähr 23.000 m² an Fläche und schrumpfte so auf 60 ha zur Jahrtausendwende (→ Gletscherschwund seit 1850). Dabei spaltete er sich um 1900 in einen nördlichen und einen südlichen Teil; vom nördlichen Teil trennte sich später noch der unterhalb des Zugspitzgipfels gelegene Östliche Schneeferner ab, der inzwischen ganz verschwunden ist.
Danach war der flächenmäßige Rückgang weniger drastisch; insbesondere die verbliebenen Teile des Nördlichen Schneeferners neigen aufgrund ihrer Lage in einem Becken eher zum Einsinken der Oberfläche. Zwischen 1965 und 1968 sowie zwischen 1974 und 1980 führten gletschergünstige Phasen sogar zu einer Aufwölbung des Gletschers; beim Südlichen Schneeferner waren auch deutliche Flächenzuwächse zu verzeichnen.
Die globale Erwärmung hat dazu geführt, dass auf der Zugspitze seit 1990 durchweg überdurchschnittliche Sommertemperaturen zu beobachten waren. Schädlich für die Gletscher sind dabei vor allem die dadurch immer seltener werdenden sommerlichen Schneefälle, die durch die steigende Albedo die Energieaufnahme des Gletschers verringern und das Abschmelzen unterbrechen.
Seit 1980 befinden sich die Gletscher auf dem Zugspitzplatt wieder auf dem Rückzug. Bis 2003 schmolzen jährlich im Durchschnitt etwa 80 cm Eis. 2006 bedeckten die beiden verbliebenen Gletscher noch eine Fläche von 39 ha; dazu kamen noch ein paar kleinere Firnfelder. Bei anhaltender Schmelze wären die Gletscher auf dem Zugspitzplatt irgendwann zwischen 2015 und 2030 verschwunden. Nach dem Hitzesommer 2015 berichtete der Münchner Glaziologe Wilfried Hagg, dass der Gletscher weiter eingesunken sei und einige noch im Vorjahr eisbedeckte Hänge jetzt eisfrei seien. Beim Anhalten der (damaligen) Schmelzrate würde es aber noch 2050 Eisreste auf dem Zugspitzplatt geben.
Im Jahr 2018 verblieben noch, in Summe, knapp 18 ha, wovon etwa 10 % auf den Südlichen Schneeferner fielen. Die Verluste des Südlichen Schneeferners fielen zuletzt im Vergleich zu den anderen deutschen Gletschern etwas geringer aus, weil seine Reste Schneedepot der Zugspitz-Gletscherbahn sind. Dennoch wird er, dem Bayerischen Gletscherbericht des Jahres 2021 zufolge, in wenigen Jahren verschwunden sein.

## Nördlicher Schneeferner
Der Nördliche Schneeferner ist mit einer Fläche von etwa 16 ha (Stand 2018) der zweitgrößte deutsche Gletscher. Mit einer mittleren Höhenlage von 2.630 m liegt er auch höher als die anderen deutschen Gletscher Höllentalferner, Watzmanngletscher und Blaueis. Seine Eisdicke wurde im Jahr 2018 im Durchschnitt mit 10,6 m bestimmt; an der mächtigsten Stelle waren es 33 m. Der Ferner verläuft von Westen nach Osten und hat insbesondere im unteren Bereich nur eine sehr geringe Neigung. Nördlich vom Gletscher befindet sich der Grat von der Zugspitze zum Zugspitzeck; im Westen reicht er fast bis zur breiten Schneefernerscharte. Nach Osten und Süden zu ist er offen; auch der Schneefernerkopf im Südwesten kann ihm im Sommer nur wenig Schatten spenden.
Der Gletscher wird vor allem durch Niederschlag genährt, der direkt auf seine Oberfläche fällt; dazu kommt noch Schnee aus Lawinen, die aus den Felsen des Zugspitzecks und des Schneefernerkopfs niedergehen. Die Geschwindigkeit, mit der sich der Gletscher fortbewegt, beträgt im mittleren Bereich nur 25 bis 30 cm pro Jahr; Massetransport in tiefere Lagen findet also kaum statt. In den steilen Flanken des Schneefernerkopfs kann die Fließgeschwindigkeit aber auch mehrere Meter pro Jahr betragen. Hier ist der Gletscher allerdings in den letzten Jahren fast völlig verschwunden bzw. seine Reste von Geröll überdeckt, und es findet kaum noch Akkumulation statt.

### Bewirtschaftung des Gletschers
Seit dem 20. Jahrhundert steht der Nördliche Schneeferner im Zeichen des Wintersports. Seit 1955 wurden fünf Liftanlagen auf der Eisfläche errichtet, die das einzige deutsche Gletscherskigebiet bilden; einst war hier sogar Sommerskilauf möglich. Die natürliche Entwicklung des Gletschers musste sich dem unterordnen. Durch das Heranschaffen von Schnee aus umliegenden Gebieten nimmt die Eisdicke seit 1990 in einzelnen Bereichen zeitweise wieder zu.
Seit 1993 werden bestimmte Bereiche des Gletschers über den Sommer mit Planen abgedeckt, um das Eis und den Schnee des Winters vor Sonneneinstrahlung und Regen zu schützen. Im Jahr 2007 wurden 9.000 m², also knapp 3 % des Gletschers abgedeckt; in den Jahren davor waren es 6.000 m². Man verspricht sich davon, die Ausaperung von Felsen, die den Wintersport erschweren könnten, so lange wie möglich hinauszuzögern. Auf die Lebensdauer des Gletschers hat das allerdings kaum Auswirkungen, weil das so gewonnene Eis nur etwa 1 % des Verlusts ausgleicht, der in den ungeschützten Bereichen des Gletschers zu erwarten ist. Zudem werden bevorzugt die Bereiche abgedeckt, in denen der Gletscher unter natürlichen Bedingungen am schnellsten verschwunden wäre.

### Der Gletscher im Rekordsommer 2003
An heißen Tagen sinkt die Eisfläche des Nördlichen Schneeferners um bis zu 11 cm ein. Im August 2003 gab der Gletscher dabei 35.000 m³ Wasser täglich ab, was etwa einem Zehntel des durchschnittlichen Wasserverbrauchs von München entspricht. Experten bezeichnen dieses enorme Abschmelzen des Eises als Gletscherrauschen (welches die Schmelzwasserbäche erzeugen).

## Südlicher Schneeferner
Der Südliche Schneeferner bedeckte einst den gesamten südwestlichen Teil des Zugspitzplatts. 2015 war von ihm nur noch eine Fläche von weniger als 4 ha erhalten. Seine 2006 ermittelte Eismächtigkeit war mit durchschnittlich weniger als 5 m ebenfalls nur noch sehr gering. Zum Ende des 20. Jahrhunderts spaltete sich der Gletscher in einen südöstlichen Teil unterhalb vom Wetterwandeck und einen nordwestlichen Teil unterhalb der Wetterspitzen, der danach in die letzte verbliebene größere Eisfläche und mehrere kleinere Firnfelder zerfallen ist. Seit 1988 waren alle Sommer in Bayern gegenüber der Referenzperiode 1961–1990 überdurchschnittlich warm. Im Jahr 2018 waren vom südlichen Schneeferner noch 1,8 ha Fläche mit einer durchschnittlichen Dicke von 1,3 m übrig.
Im Sommer 2022, dem zweitheißesten Sommer in Bayern seit Beginn der Aufzeichnungen, nahmen seine Fläche und seine Dicke weiter stark ab. Im September 2022 wurde ein weiteres Schrumpfen auf weniger als 1 ha berichtet. Georadar-Messungen zeigten, dass auch die Eisdicke deutlich abgenommen hatte. Wegen der geringen Eisdicke wird keine Eisbewegung mehr erwartet; deshalb wird der Südliche Schneeferner offiziell nicht mehr als eigenständiger Gletscher betrachtet. Die Bayerische Akademie der Wissenschaften prognostizierte, dass das restliche Eisfeld in ein bis zwei Jahren komplett abgeschmolzen sein wird.